# LVTP-6
LVTP-6（Landing Vehicle Tracked, Personnel - model6）は、アメリカ合衆国で開発された水陸両用の装甲兵員輸送車である。

## 概要
アメリカのFMC（Food Machinery Corporation）社により、アメリカ海兵隊向けに、上陸戦時に沖合の揚陸艦から発進して海上を航行し、兵員を海岸に敵前上陸させるために輸送し、上陸作戦が成功した後には通常の装甲兵員輸送車としても運用できる車両として開発された。
同時期に開発されていた大型水陸両用装甲車、LVTP-5と併用するものとして1951年より開発が開始され、1956年にはLVTP-6として正式に採用されたが、アメリカ海兵隊の方針転換により、制式化はされたものの量産は行なわれなかった。兵員輸送型の他に火力支援型と対空自走砲型が開発されたが、いずれも制式化はされておらず、試作のみで量産はなされていない。

## 開発
アメリカ海軍艦船局は、第二次世界大戦時に開発された水陸両用装軌車、LVTシリーズの後継として、1946年より次期水陸両用装甲車の研究・開発計画を行い、各種の水陸両用車両が試作された。これに対し、FMC社は水上での高速性を重視した水陸両用装甲車両の設計案を提案し、1947年には試作車を製作している。この車両は総重量22トンで、角度の付けられた装甲版で構成されたスピードボートに装軌式の走行装置を取り付けたようなデザインの車両であったが、構造が複雑で車格に対して搭載量が小さい点に難があるとして海兵隊の評価は芳しくなく、その後正式に開始された新型水陸両用車開発計画では、ボールドウィン・ライマ・ハミルトン（B-L-H）社の開発した"LVTP-X1"、およびパシフィック・カー・ファウンダリー（Pacific Car and Foundry）の開発した"LVTA 105mm HMC"の両車の設計を統合発展させた、大型だが搭載量に優れるデザインの車両が採用された。これに基づいてボーグワーナー（Borg Warner）社傘下のインガソル（Ingersoll）社が開発した装軌式水陸両用装甲車両であるLVT-5シリーズは、1951年8月に最初の試作車が完成したが、FMC社は「より小型で安価な水陸両用装軌車の必要性がある」として、LVTP-X2 middle weight class Amtrac（中重量級アムトラック）なる名称の水陸両用車案をもって開発計画への再度の参入を申し入れた。海兵隊側でも同様の意見が出されていたこともあり、"LVTP-X2"には開発の続行が指示され、M59装甲兵員輸送車の試作型であるT59を基に開発が開始された。
1952年よりエンジンの異なる試作車が複数製作され、その中でクライスラー製のエンジンを搭載したものが量産車として選定された。試作車はLVTP-5に比べて小型ながら凌波性にも優れ、10フィートまでの波浪の中でも安定した水上航行が可能で、地上での走行性能も良好であった。試験での評価も高く、「LVT-6」として採用が決定、派生型の開発も開始された。1956年には基本の兵員輸送型がLVTP-6として正式に採用されたが、LVTP-5は既に順調に量産されており、更に改良型のLVTP-5A1が完成していたことから、海軍艦船局および海兵隊は「2種類の車両を並行装備する必要性はない」と結論し、LVTP-6は制式化はされたものの量産発注が行なわれなかった。
これをもってLVT-6シリーズの開発計画は中止され、派生型の火力支援型LVTH-X4、対空型LVTAA-X2の開発も試作のみで中止となった。このうち、LVTH-X4はカリフォルニア州サンバーナーディノ郡（San Bernardino County）バーストウ市郊外のアメリカ海兵隊バーストウ補給廠（Marine Corps Logistics Base Barstow）の敷地内に現在も展示されて現存している。

## 各型及び派生型
LVTP-X2（Landing Vehicle Tracked, Personnel.eXperiment model2）
試作型。1952年よりエンジンとトランスミッションの異なるものが4種、計5両が生産された。
LVTP-X2（I）
キャデラック社製 Model331 V型8気筒エンジン（187.5馬力）2基を搭載した試作車。
LVTP-X2（II）
原型のM59と同じGMC社製 Model302 直列6気筒エンジン（127馬力、3,350回転/146馬力/3,600回転）2基を搭載した試作車。この車両のみ2両が製作された。
LVTP-X2（III）
クライスラー社製  V型8気筒エンジン（197馬力）2基を搭載、変速機にはクライスラー"Powerflyte"オートマチックトランスミッションを搭載した試作車。
LVTP-X2（III-2）
クライスラー社製 V型8気筒エンジン（197馬力）2基を搭載した試作車。量産車に選定されLVTP-6となった。
※LVTP-X2（III）以外は変速機は原型のM59と同じゼネラル・モーターズ FS-301MG"ハイドラマチック"オートマチックトランスミッションを搭載している。
LVTP-6（Landing Vehicle, Tracked, Personnel model 6）
基本となる兵員輸送型。12.7mm重機関銃装備の銃塔を車体前部右側に搭載している。1956年制式化。
LVTH-X4（Landing Vehicle, Tracked, Howitzer.eXperiment model 4）
機関銃塔を搭載せず、車体中央部に105mm榴弾砲と7.62mm機関銃を装備した砲塔を搭載した火力支援型。1953年に試作車1両のみ製作。
LVTAA-X2（Landing Vehicle, Tracked, Anti Aircraft.eXperiment model 2）
M42ダスター自走高射機関砲の砲塔を搭載した対空自走砲型。1956年に試作車1両のみ製作。

## 備考
資料・文献によってはLVTP-5の火力支援型であるLVTH-6と混同されている場合があるので注意が必要である。